# Verbo
Il verbo (dal latino verbum, "parola") è una parte del discorso  variabile, che indica un'azione che il soggetto compie o subisce, l'esistenza o uno stato del soggetto, il rapporto tra il soggetto e il nome del predicato.
Alcuni esempi in lingua italiana:
- Il tacchino mangia (il soggetto compie un'azione);
- Il tacchino è mangiato (il soggetto subisce un'azione);
- L'essere è, il nulla non è[2] (esistenza del soggetto);
- Paolo è arrabbiato (rapporto tra soggetto e nome del predicato).

## L'importanza del verbo
La frase, senza verbo, è priva di senso compiuto. Da ogni verbo partono delle domande che richiedono una risposta.
Ogni verbo richiama, regge uno o più elementi, detti argomenti. Fra questi argomenti del verbo abbiamo: il soggetto (esplicito, nascosto o sottinteso, inesistente), il complemento oggetto (che è un complemento diretto, non introdotto da alcuna preposizione), e i complementi indiretti.
Il verbo è il centro della frase, e questa ruota intorno al verbo. Il verbo è l'elemento che sostiene o regge tutti gli argomenti, che sono perciò dipendenti dal verbo.

## Categorie grammaticali legate al verbo

### Modo
Il modo di un verbo indica:
- l'atteggiamento che il soggetto instaura con il proprio interlocutore;
- l'atteggiamento che il soggetto assume in rapporto alla propria comunicazione.

#### Modi e modalità
Il modo è una forma specializzata, evidenziata da materiale morfologico o organizzata in paradigmi di flessioni, per esprimere alcune fondamentali modalità della locuzione (comando, speranza, certezza, possibilità).
Non sempre una modalità è espressa da un modo. Così, ad esempio, in inglese la modalità condizionale non ha un modo dedicato, ma viene espressa perifrasticamente:
- He would read → Egli leggerebbe (letteralmente: Egli voleva leggere).

I modi, oltre che esprimere modalità, possono avere un ruolo sintattico: così, ad esempio, il congiuntivo, in italiano, opera spesso come marca di subordinazione:
Sono sicurissimo che non sia lui: in questa frase, il modo congiuntivo si accompagna a una modalità che esprime massima certezza.

### Tempo
Il tempo verbale colloca l'azione in un asse cronologico, tanto assolutamente quanto relativamente a un certo termine. Nel secondo caso il tempo evidenzia tra due frasi del periodo un rapporto di contemporaneità o di non contemporaneità.
Bisogna distinguere tra tempo fisico (time in inglese, Zeit in tedesco) e tempo linguistico (tense in inglese, Tempus in tedesco). Il riferimento cronologico espresso grammaticalmente non per forza coincide con quello reale. È ad esempio possibile trovare una frase in italiano in cui il passato prossimo rinvia a un evento futuro:
- Domani vedremo chi ha avuto ragione.

Sono invece informazioni di ordine pragmatico e non grammaticali a indicarci il rapporto di contemporaneità o di non contemporaneità:
- Quando dormo bene, russo fragorosamente;
- Quando dormo bene, lavoro meglio.[7]

I tempi verbali vengono indicati come "semplici" o "composti" a seconda che siano costituiti da una forma singola o dall'insieme di verbo ausiliare e participio passato.
Già Aristotele aveva evidenziato, nel De Interpretatione, l'intrinseco legame fra verbo e tempo: il verbo (rhema) viene definito come la forma che "aggiunge al suo significato il tempo". Aristotele individua dunque, tra le categorie grammaticali, alcune proprie dei verbi. Per quanto antico, questo apparentamento non è mai stato messo significativamente in discussione. È stato semmai precisato che:
- il tempo viene designato da numerosi mezzi linguistici oltre al verbo, tanto che esso sembra essere "una proprietà globale dell'enunciato"[10];
- il verbo non esprime sempre il tempo: talvolta è piuttosto l'aspetto a risultare significativo e ciò in presenza di uguali tempi grammaticali (Scrivo / Sto scrivendo).

### Diatesi
"La diatesi esprime il rapporto del verbo con il soggetto o l'oggetto". Essa può essere:
- attiva: il soggetto compie un'azione;
- passiva: il soggetto subisce l'azione;
- riflessiva: il soggetto compie un'azione per sé;
- media: indica una certa intensità della partecipazione del soggetto all'azione.

### Aspetto verbale
L'aspetto verbale connota l'atto verbale secondo le marche "della durata, della momentaneità, della ripetitività, dell'inizio o della conclusione di un processo, della compiutezza o dell'incompiutezza dell'azione". Come accennato, sono entrambe al presente le forme Scrivo e Sto scrivendo, ma la prima ha aspetto durativo, la seconda progressivo.

### Azionalità
L'azionalità permette di distinguere tra diverse categorie di verbi, a seconda del tipo di evento che essi denotano. È quindi un concetto strettamente legato al significato lessicale del verbo e non dipende dal punto di vista selezionato dal parlante (come invece l'aspetto, con cui spesso l'azionalità viene confusa).

## Verbi lessicali e verbi ausiliari
Il verbo ha la proprietà di imporre all'enunciato una serie di argomenti. Gli argomenti identificano nella clausola i partecipanti all'azione e sono detti elementi "nucleari" perché non possono essere eliminati senza pregiudizio della grammaticalità della frase.
- Giovanni ha sposato la tua causa. Non può diventare Giovanni ha sposato.

Altri elementi, detti "circostanziali", collocano l'evento descritto da una frase in termini di luogo, tempo, causa, ecc. e possono essere eliminati: 
esempio per il verbo "cibarsi", sinonimo che non può essere utilizzato per indicare l'azione di nutrirsi, ovvero "io  (prima persona) mi cibo", erroneo in italiano e molto comune per via dialettale. La forma corretta è "io mi nutro" con la quale la frase trova il termine e indica l'azione di mangiare fine a se stessa. "Io mi cibo" deve essere seguito obbligatoriamente dal soggetto che è il cibo, esempio: "io mi cibo di broccoli". Dunque la frase " io mi cibo" (fine a se stessa) è scorretta se non affiancata dal nome di cosa si ciba.
- Durante le vacanze sono stato bene → Sono stato bene.

I verbi impongono restrizioni agli elementi nucleari, ma non a quelli circostanziali:
- In Rispondi a Luigi!, a Luigi è un elemento nucleare e la preposizione a gli è imposta dal verbo rispondere.

Non tutti i verbi possono però imporre argomenti all'enunciato: tale proprietà è tipica dei verbi "lessicali", mentre i cosiddetti "ausiliari" non determinano argomenti nella clausola. La loro funzione è infatti piuttosto quella di determinare grammaticalmente un verbo lessicale. Così, ad esempio, in francese, alcuni usi del verbo venir sono ausiliari:
- Je viens d'écrire une lettre (Ho appena finito di scrivere una lettera).

Ma tanto il francese venir che l'italiano avere hanno valore lessicale o ausiliare a seconda dei casi. Al contrario, in spagnolo haber ha esclusivamente funzione ausiliare:
- He tenido suerte (Ho avuto fortuna).

Sarebbe invece errata una frase come:
- He suerte per Ho fortuna. La forma grammaticale è: Tengo suerte.